# Печерський парк (Тульчинський район)
Пече́рський парк — парк-пам'ятка садово-паркового мистецтва загальнодержавного значення, що розташований у с. Печера Тульчинського району Вінницької області.

## Історія
У 1682 році турецький султан надав молдавському воєводі Георге Дуці право керувати Правобережною Україною. Він обрав для своєї резиденції Печеру, де збудував палац і заклав парк, який пізніше розбудовували нові власники Свейковські.
До наших днів збереглося його первісне планування. Парк мав прямокутну форму і розташовувався паралельно річці. На дві частини його ділила чотирирядна алея з 250-річних лип, що вела від головних воріт до палацу. До води вели кам'яні сходи, уздовж яких стояли мармурові статуї. Одна з них збереглася біля берега Бугу поруч із залишками колишніх купалень, викладених мармуровими плитами. Скелі над Бугом прикрашали дивовижні кам'яні хаоси і гроти.
У 1840-х роках маєток і 5 тисяч гектарів навколишніх земель викупив Костянтин Потоцький (1816—1857). У 1919 році палац горів, перед тим був сильно пограбований. Потоцьким Печера належала до приходу радянської влади. У 1920-х роках згорілий палац розібрали більшовики, на місці двох поверхів палацу було збудовано лікарню, підвальні приміщення залишились старими.
Наприкінці XIX століття Потоцькі розширили парк на лівий берег Південного Бугу, там де зараз розташоване село Сокілець (Немирівський район). У 1894–1899 роках Костянтин Потоцький збудував тут за допомогою німецьких майстрів великий млин, який у комплексі складається з трьох будівель — млина, складу і крупорушки. Млин має три поверхи і не має даху. По боках він прикрашений декоративними вежами. Паралельно Бугу збудовано так званий «Дикий канал». На 380-метровій його ділянці влаштували штучні перешкоди, а на початку каналу була система шлюзів. У наш час його реконструювали і використовують для змагань з водного слалому. Довжина каналу — 1100 м, глибина — 6 м, перепад висот — 2 м.

## Архітектура
На території маєтку міститься мавзолей-каплиця Потоцьких-Свейковських, що спроєктована видатним київським архітектором Владиславом Городецьким, вихідцем із сусіднього села Шолудьки.

## Сучасний стан
Нині на території Печерського парку зростає близько 60 видів та форм дерев і чагарників. Зигзагоподібні спуски до Бузьких порогів проходять серед насаджень лісового типу, де трапляються найдавніші екземпляри корінних лісових деревних порід: липи, дуба, ясена, ільми, клена польового.

## Галерея

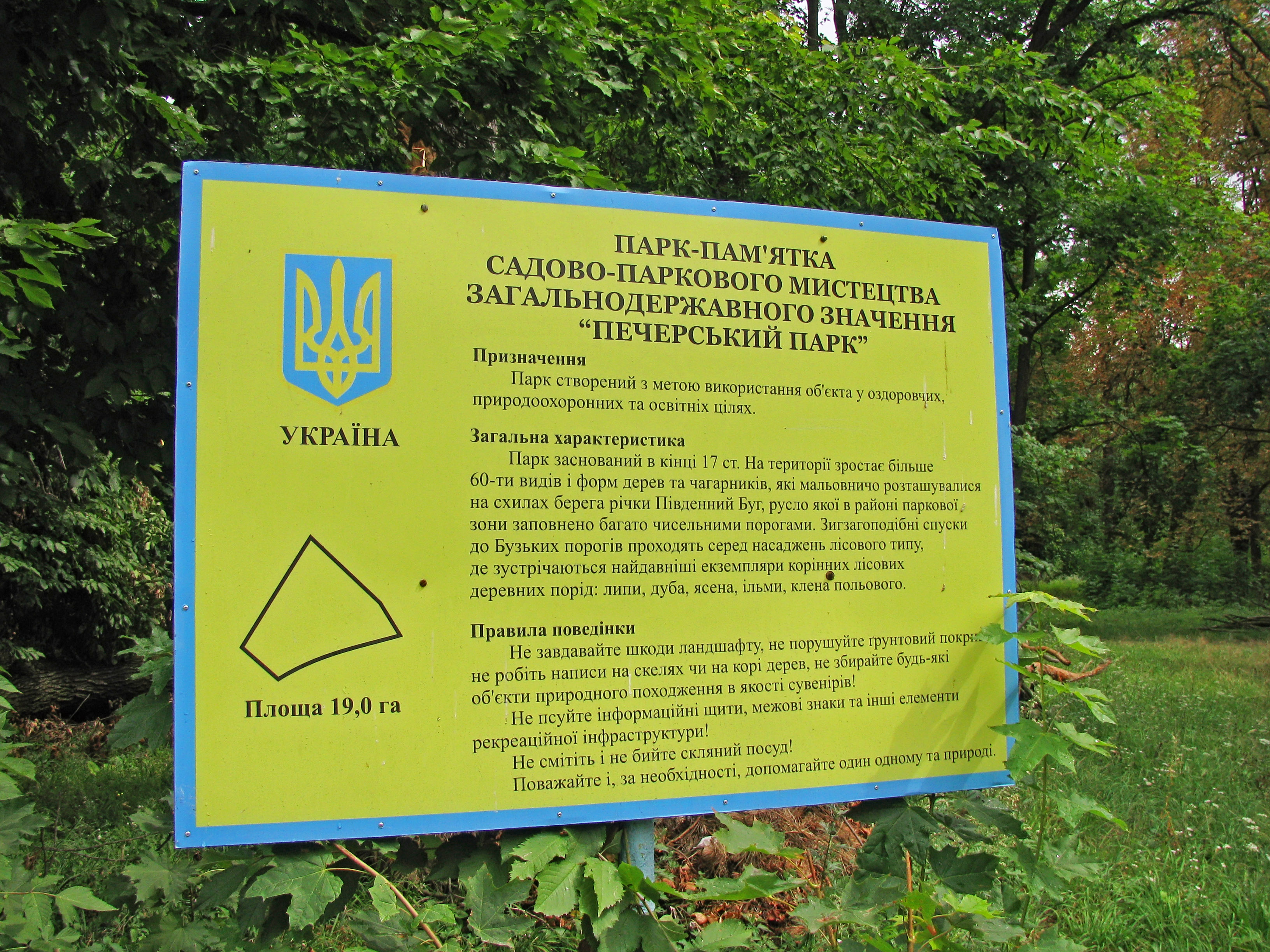
Інформаційний стенд
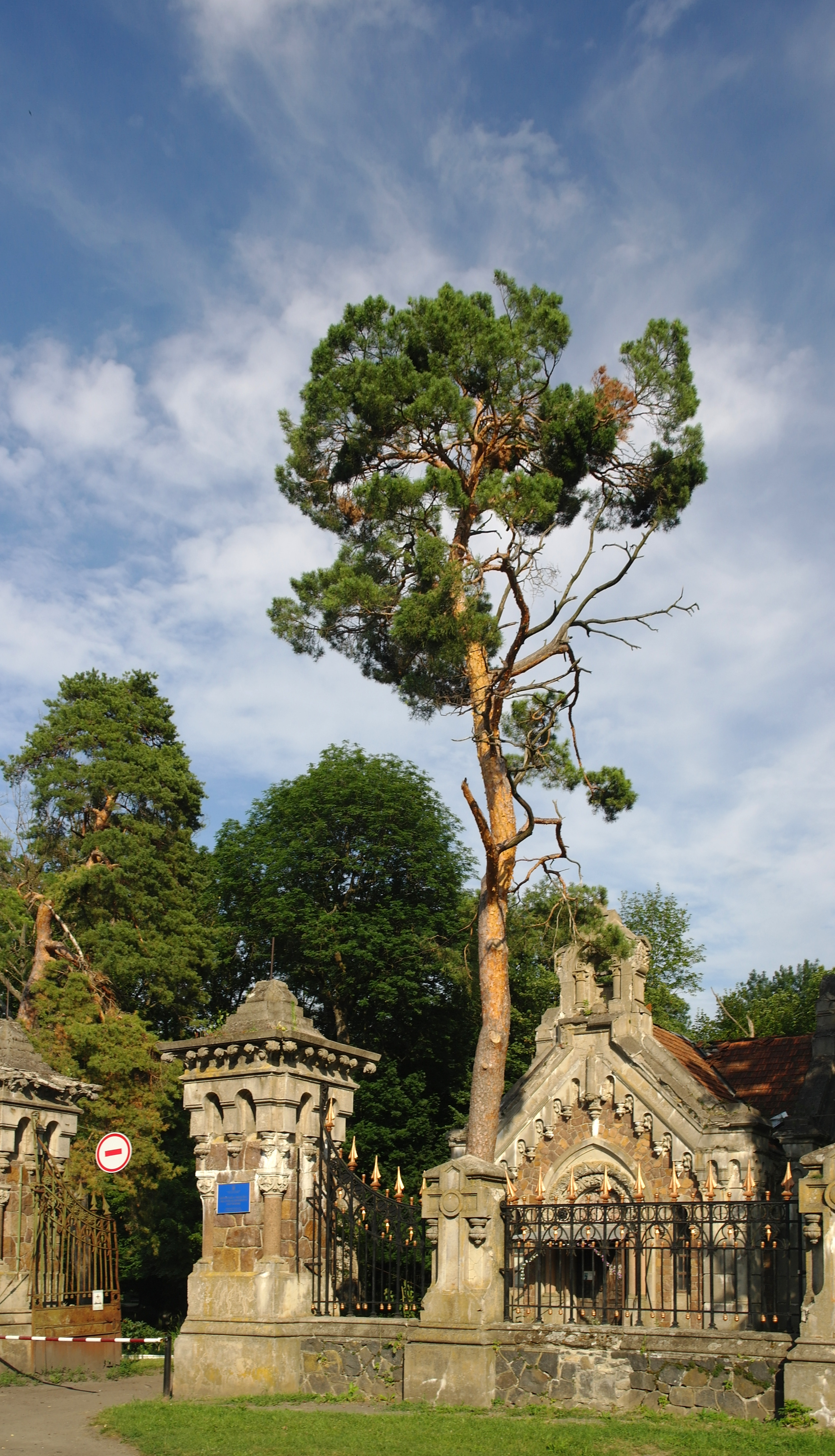
Вхід до Печерського парку та каплиця Потоцьких-Свейковських
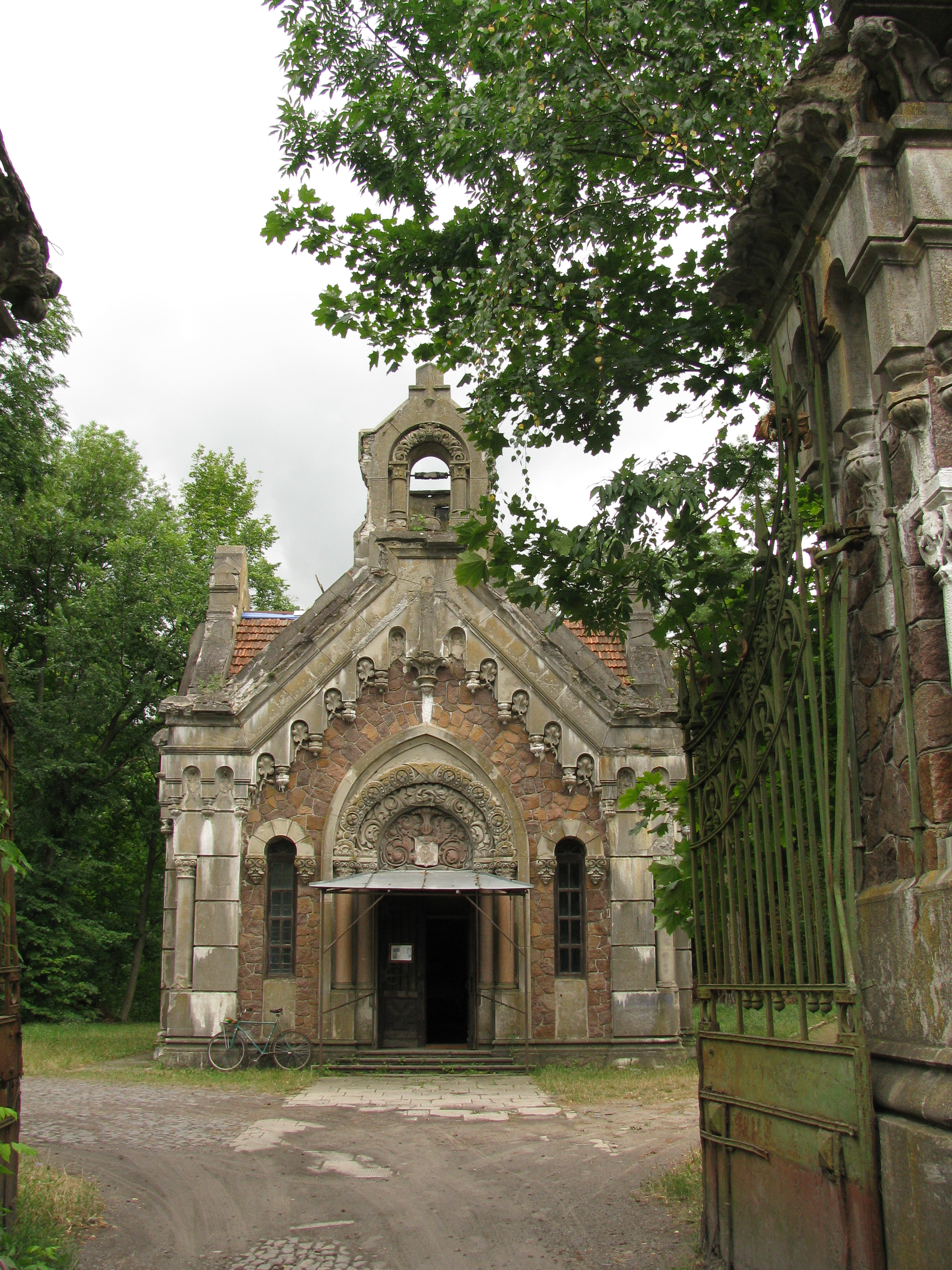
Каплиця Потоцьких-Свейковських
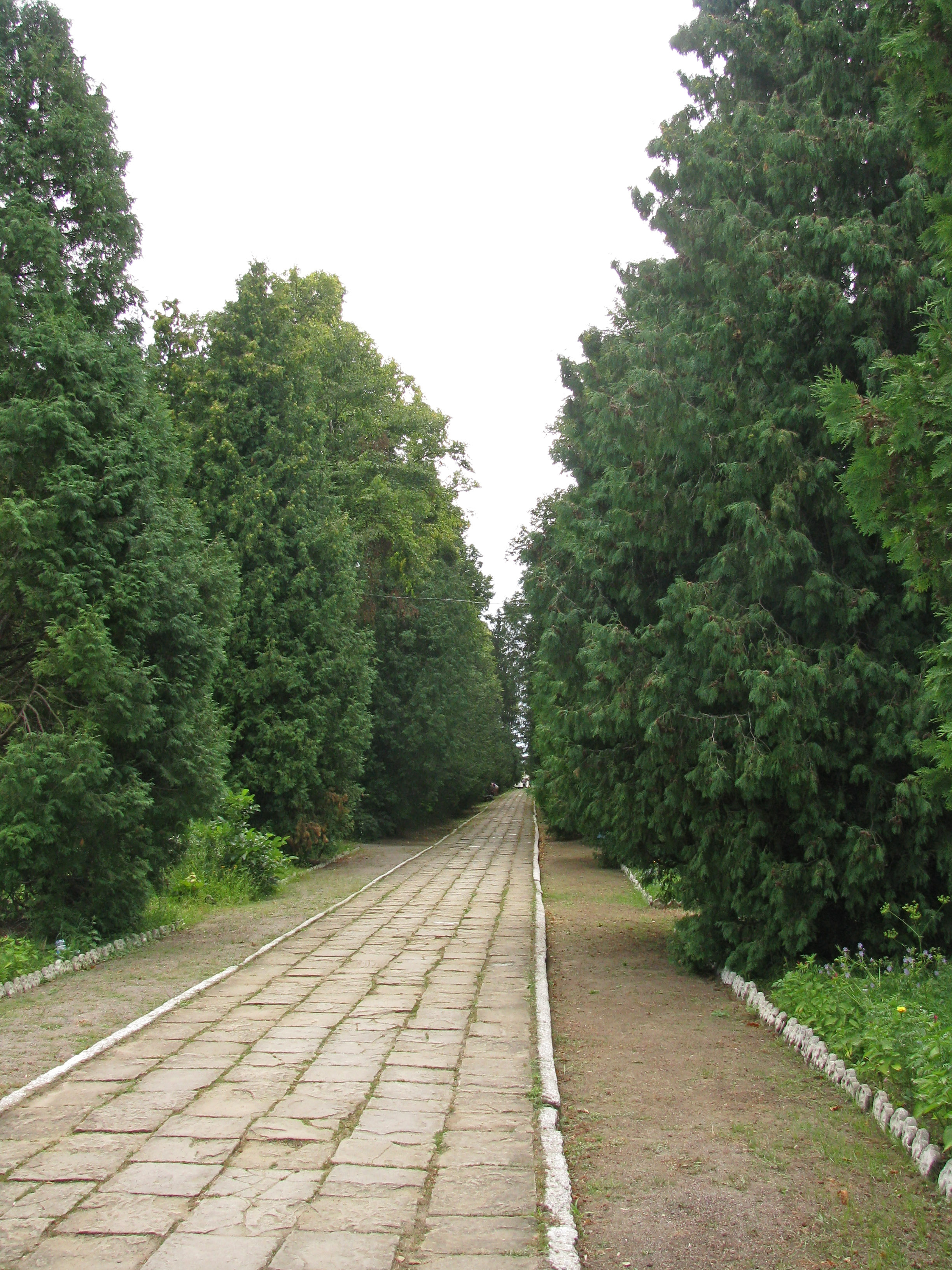
Алея парку
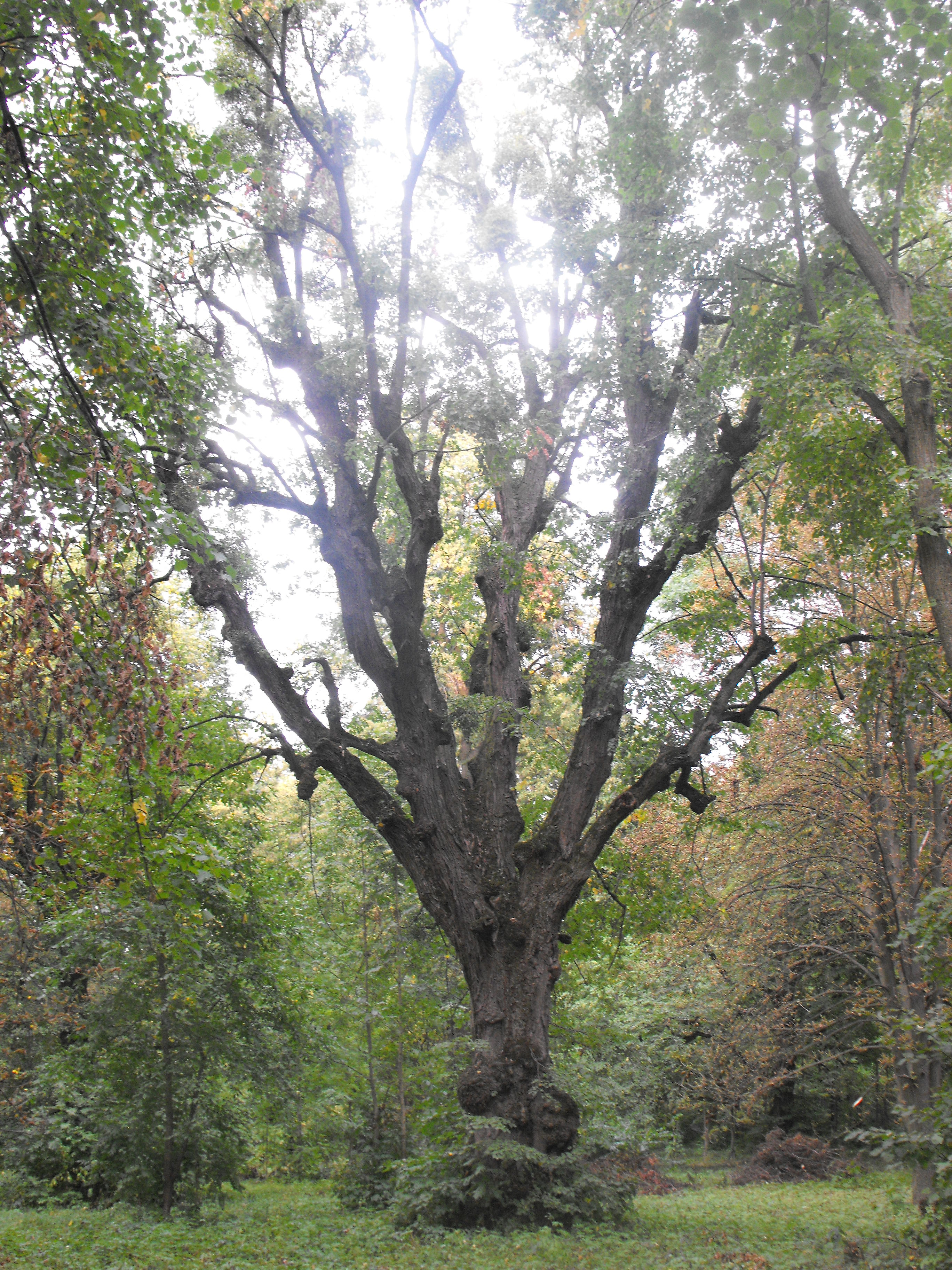
Стара липа в Печерському парку
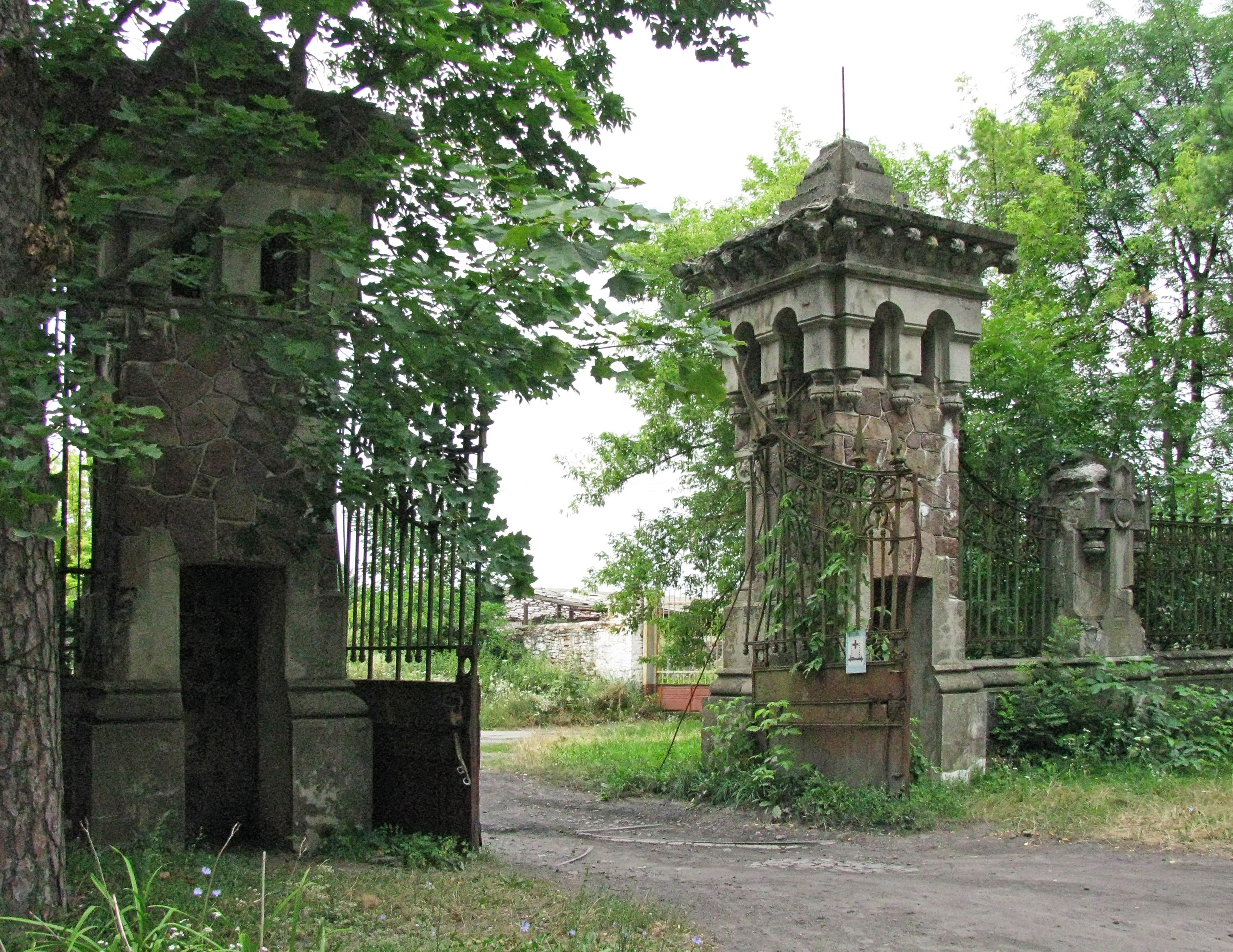
Ворота парку
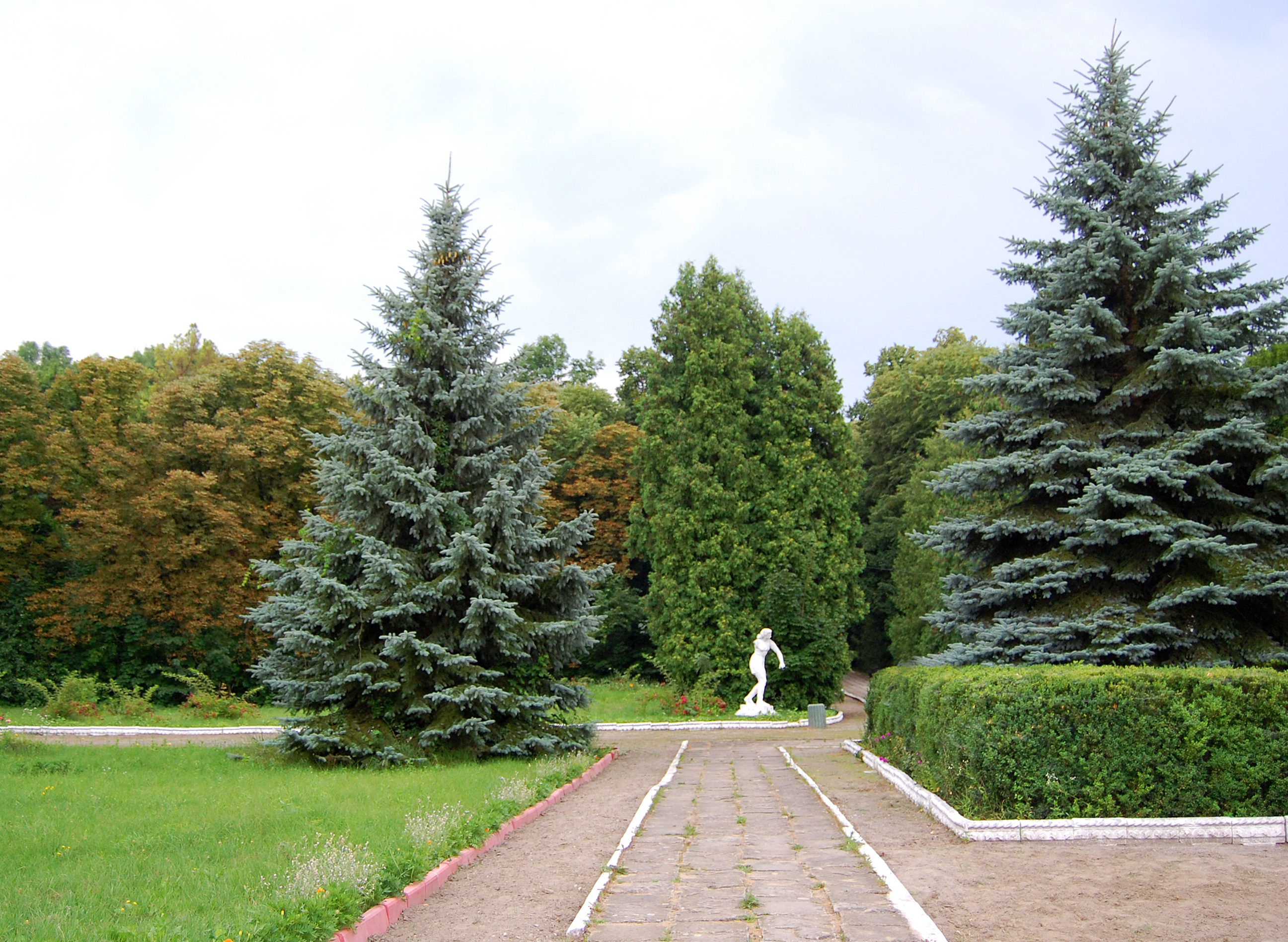
Алеї та скульптура в парку
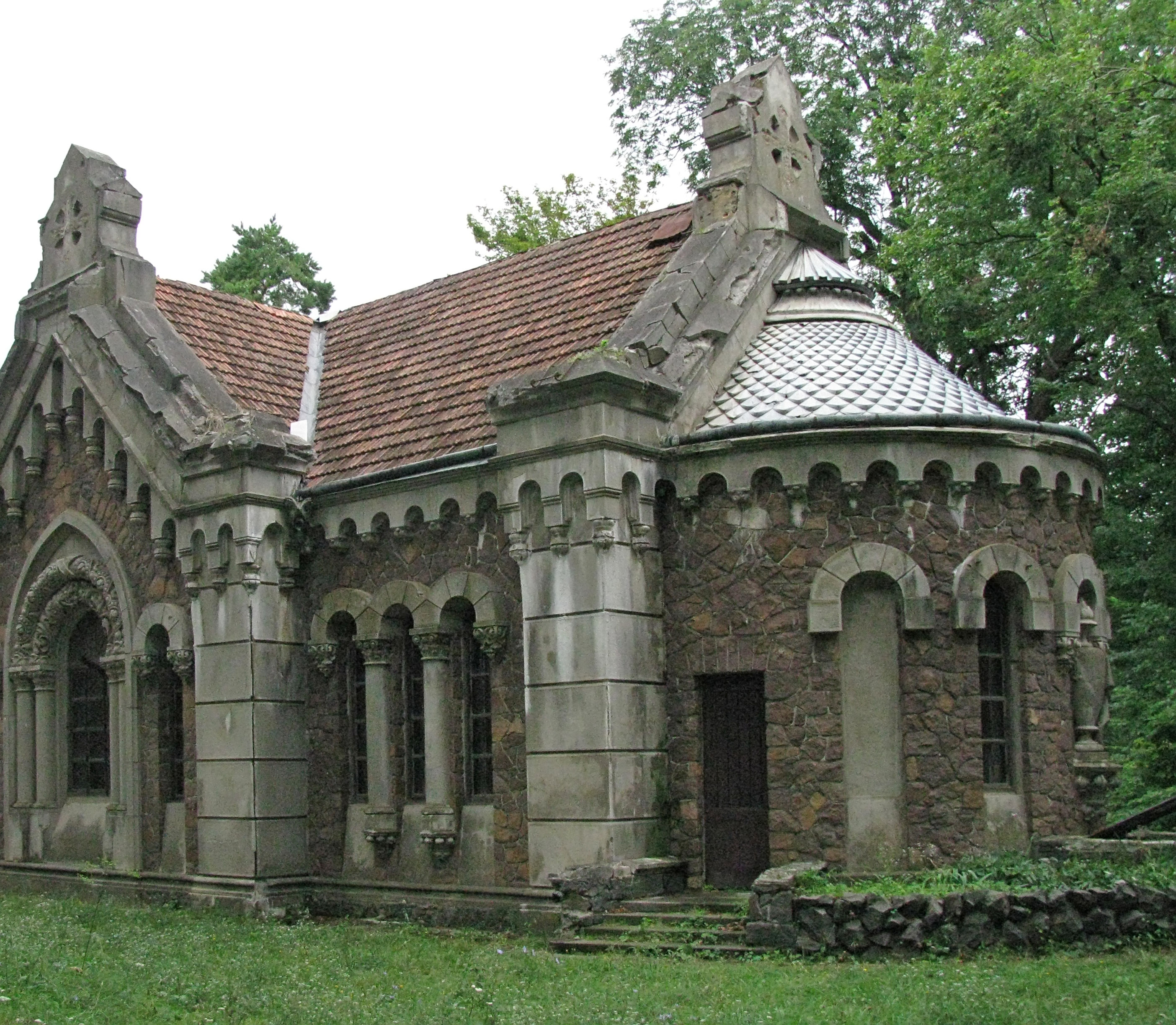
Сімейний склеп Потоцьких (архітектор В. В. Городецький)
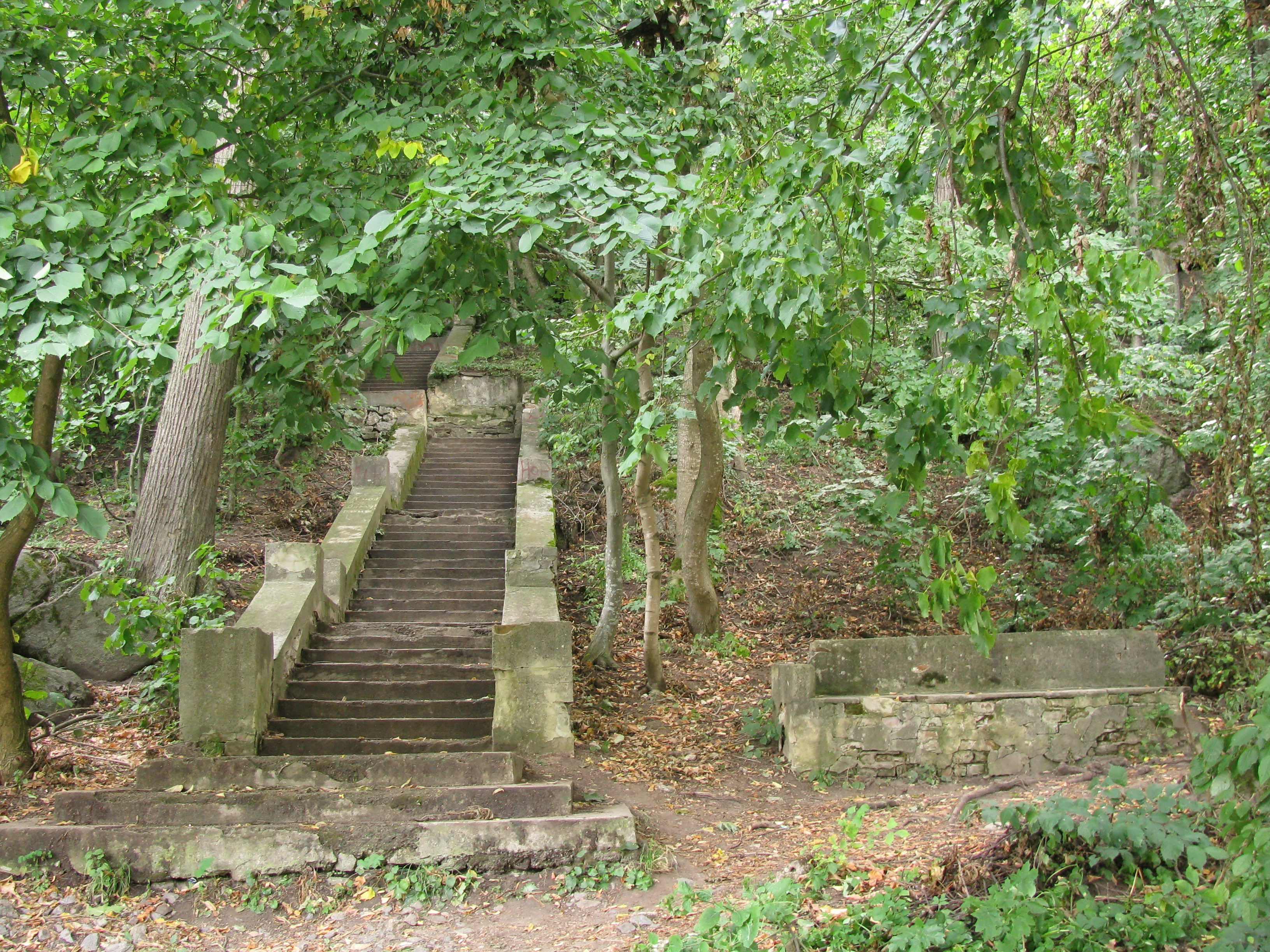
Сходи у парку
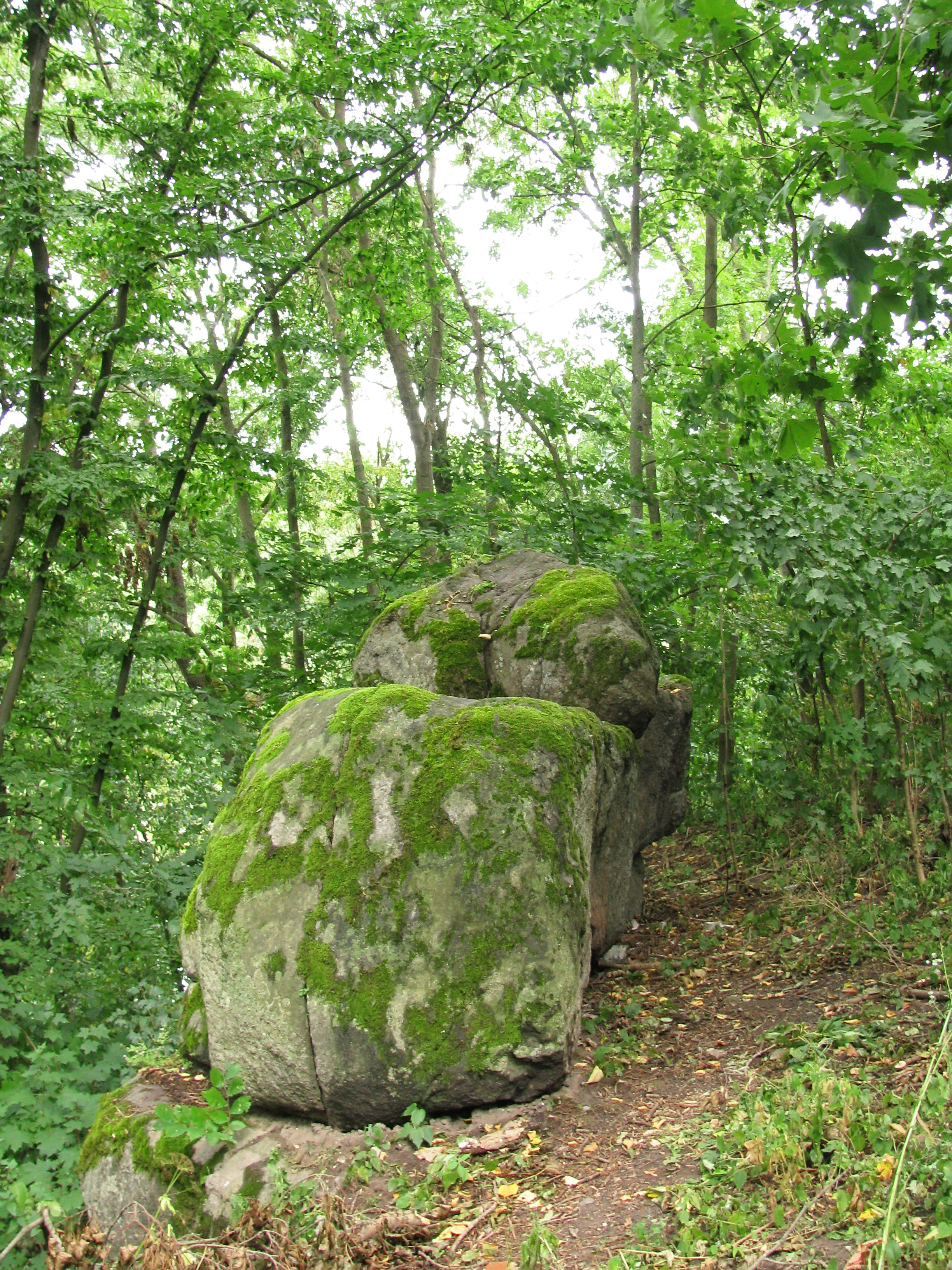
У парку
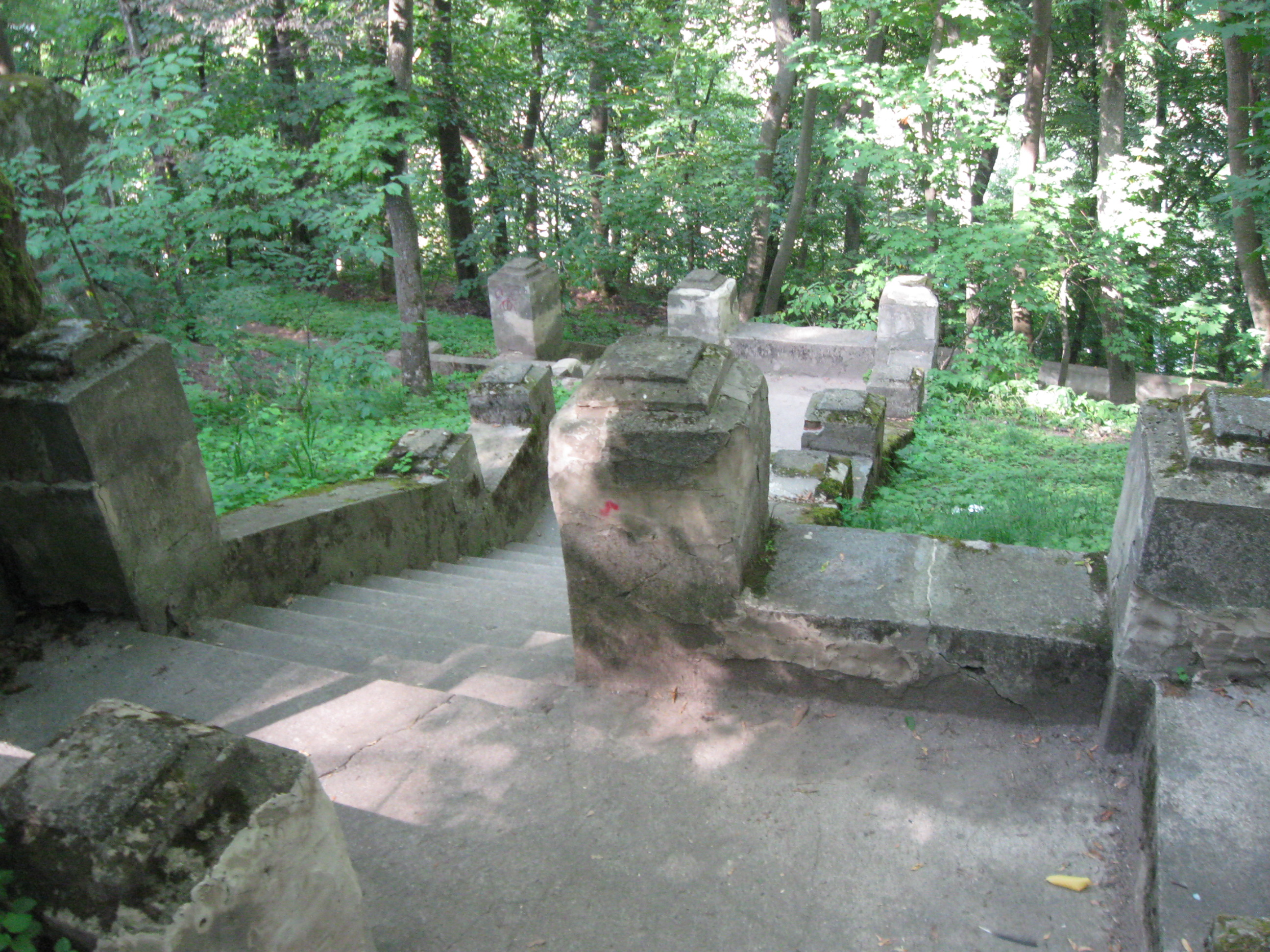
Сходи до Південного Бугу
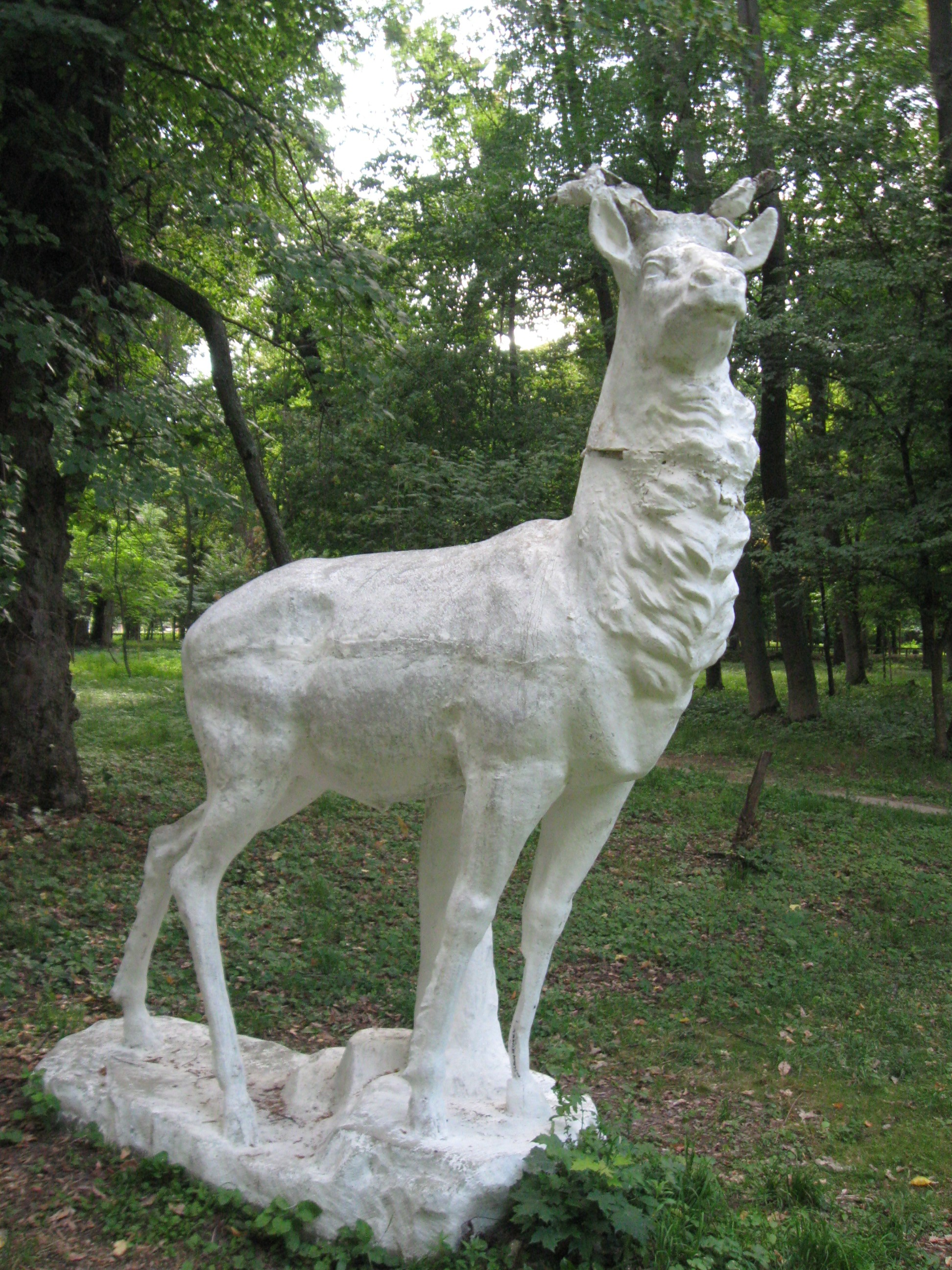
Скульптура в парку